# Christopher Robin Milne
Christopher Robin Milne (ur. 21 sierpnia 1920 w Londynie, zm. 20 kwietnia 1996) – brytyjski pisarz, syn Alana Alexandra Milne’a i Dorothy de Sélincourt, był pierwowzorem postaci Krzysia w Kubusiu Puchatku i Chatce Puchatka.
Ukończył Trinity College na Uniwersytecie Cambridge. Po pierwszym roku przerwał studia na czas wojny. W październiku 1944 roku pod Sant Archangelo we Włoszech został ciężko ranny w głowę. Po wojnie dokończył studia. Przez pewien czas prowadził księgarnię The Harbour Bookshop w Dartmouth .
W 1974 opublikował pierwszą z trzech książek autobiograficznych The Enchanted Places (Dutton, 1975, ISBN 978-0-14-003449-3) opisujących jego dzieciństwo i problemy wynikłe z życia w cieniu Kubusia Puchatka.
Przez kilka lat przed śmiercią był chory na miastenię. Zmarł we śnie 20 kwietnia 1996 roku.